# Stomatosuchidae
De Stomatosuchidae zijn een familie van uitgestorven neosuchide Crocodylomorpha uit het Laat-Krijt. 

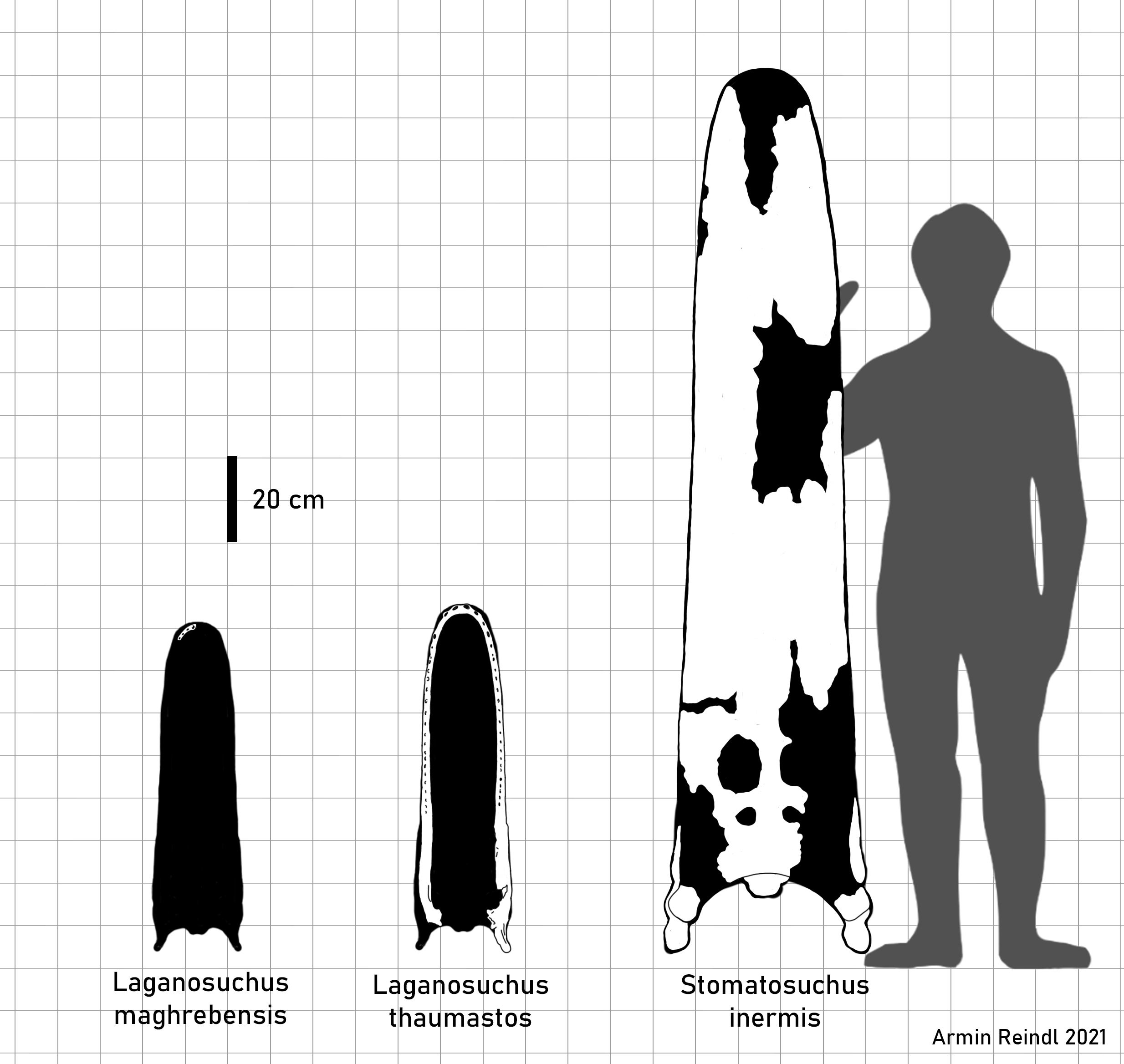
Het bekende materiaal van de Stomasuchidae

De familie werd in 1925 benoemd door Stromer. De groep wordt gedefinieerd als de meest omvattende clade die Stomatosuchus inermis bevat, maar niet Notosuchus terrestris, Simosuchus clarki, Araripesuchus gomesii, Baurusuchus pachecoi, Peirosaurus torminni of Crocodylus niloticus. Van twee geslachten is bekend dat ze behoren tot de Stomatosuchidae: het typegeslacht Stomatosuchus en Laganosuchus. Er zijn fossielen gevonden in Egypte, Marokko en Niger. Beide leefden tijdens het Cenomanien van het Laat-Krijt. De schedels van stomatosuchiden zouden platyrostraal, 'platsnuitig', zijn omdat ze ongewoon afgeplatte, langwerpige, eendvormige schedels met U-vormige kaken hebben. Deze platyrostrale toestand is vergelijkbaar met wat wordt gezien in de nettosuchide Mourasuchus, die niet nauw verwant is aan stomatosuchiden, omdat het een meer afgeleide alligatoroïde is die leefde tijdens het Mioceen.
In tegenstelling tot Mourasuchus hebben stomatosuchiden kaken die minder sterk gebogen zijn. Bovendien is het kaakgewricht afgerond in plaats van komvormig aan het achterste uiteinde van de kaak, en het retro-articulaire uitsteeksel is recht in plaats van naar boven gebogen zoals bij Mourasuchus en bestaande krokodillen.
De enige nog bestaande exemplaren van stomatosuchiden behoren tot het recent beschreven geslacht Laganosuchus, dat bekend is van de twee soorten Laganosuchus thaumastos en Laganosuchus maghrebensis van respectievelijk de Echkar-formatie in Niger en de Kem Kem-bedden in Marokko. Het geslacht Stomatosuchus is alleen bekend van een holotype-schedel die is verzameld in de Bahariya-formatie in Egypte, welke in 1944 tijdens de Tweede Wereldoorlog werd vernietigd bij het bombardement van München dat ook het natuurhistorisch museum trof. Omdat Stomatosuchus alleen bekend is van korte verslagen van Ernst Stromer en Franz Nopcsa (1926) en er nooit aanvullend materiaal is gevonden, blijft het geslacht raadselachtig.
Het geslacht Aegyptosuchus werd ooit beschouwd als een lid van Stomatosuchidae, maar wordt nu in zijn eigen familie Aegyptosuchidae geplaatst.